# Best Fwends
Best Fwends est un groupe de musique américain originaire du Texas formé en 2003. Il est composé de Dustin Pikington et Anthony Davis.

## Historique
Ils sont assez éclectiques, leur musique comprend des rythmes hip-hop, funk, rock, garage, punk et même house.
Ils ont signé chez Moshi Moshi Records et ont notamment joué avec Lady Sovereign, Andrew W.K. et Hot Chip.
Le premier morceau enregistré en tant que Best Fwends a été utilisé sur une pub britannique pour Bacardi.

## Discographie
Album :
- 2007 : Alphabetically Arranged